# قائمة الثدييات في السودان
هذه قائمة بأنواع الثدييات المسجلة في السودان. هناك 188 نوعًا من الثدييات في السودان، ثلاثة منها معرضة للخطر الشديد، وخمسة منها مهددة بالانقراض، وأحد عشر منها معرضة للخطر، وتسعة منها مهددة بالخطر. لم يعد أحد الأنواع المدرجة للسودان موجودًا في البرية
تُستخدم العلامات التالية لتسليط الضوء على حالة حفظ كل نوع كما تم تقييمها من قبل الاتحاد الدولي لحماية الطبيعية:
| EX | انقرضت            | لا شك أن آخر فرد مات.                                                                                            |
| EW | انقرضت في البرية  | المعروف فقط البقاء على قيد الحياة في الاسر أو المجنسين السكان خارج نطاقها السابق.                                |
| CR | المهددة بالانقراض | الأنواع التي يتهددها خطر الانقراض في البرية.                                                                     |
| AR | المهددة بالانقراض | الأنواع التي تواجه مخاطر عالية للغاية من الانقراض في البرية.                                                     |
| VU | الضعيفة           | الأنواع التي تواجه خطر الانقراض في البرية.                                                                       |
| NT | بالقرب من هدد     | الأنواع لا تفي بأي من المعايير التي من شأنها تصنيف كما المخاطرة الانقراض ولكن من المرجح أن تفعل ذلك في المستقبل. |
| LC | القلق أقل         | لا توجد الحالية التعرف مخاطر الأنواع.                                                                            |
| DD | البيانات ناقصة    | توجد معلومات كافية لإجراء تقييم المخاطر إلى هذه الأنواع.                                                         |

تم تقييم بعض الأنواع باستخدام مجموعة سابقة من المعايير. تحتوي الأنواع التي تم تقييمها باستخدام هذا النظام على الفئات التالية بدلاً من الفئات المهددة والأقل أهمية:
| LR/cd | انخفاض خطر/تعتمد على الحفظ | الأنواع التي تم التركيز عليها في برامج حفظ وقد انتقلت إلى خطر أعلى فئة إذا كان هذا البرنامج توقف عن العمل. |
| LR/nt | انخفاض خطر/بالقرب من هدد   | الأنواع التي هي قريبة من أن تصنف على أنها ضعيفة ولكن ليست موضوع برامج الحفظ.                               |
| LR/lc | انخفاض خطر/القلق أقل       | الأنواع التي لا توجد شخصية المخاطر.                                                                        |

## الفئة الفرعية:وحشيات

### تصنيق فرعي:وحشيات حقيقة

#### الرتبةأنبوبيات الأسنان(جنزير الأرض)

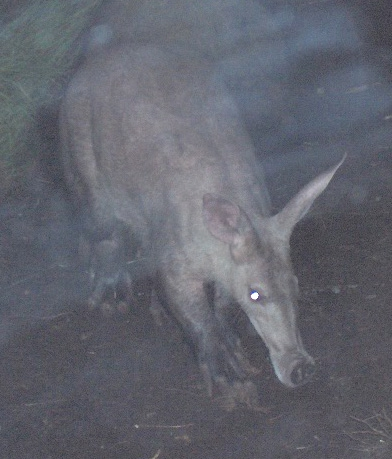
خنزير الأرض

يتكون ترتيب Tubulidentata من نوع واحد، و aardvark. تتميز Tubulidentata بأسنانها التي تفتقر إلى تجويف اللب وتشكل أنابيب رقيقة يتم ارتداؤها واستبدالها باستمرار.
- العائلة: Orycteropodidae
  - الجنس: Orycteropus
    - Aardvark ، Orycteropus afer LC

#### ترتيب: وبريات (الوبر)
وبر هي نوع من أربعة أنواع من الثدييات الصغيرة إلى حد ما، السميكة، العاشبة في ترتيب Hyracoidea. تقريبًا بحجم قطة منزلية، فهي مشحونة جيدًا بأجسام مستديرة وذيل متعرج. هم مواطنون في أفريقيا والشرق الأوسط.
- العائلة: ,وبريات (hyraxes)
  - جنس: وبر منقط أصفر
    - هيراكس الصخور المرقطة الصفراء، Heterohyrax brucei LC

  - الجنس: وبر صخري
    - صخور الصخور، بروكافيا كابينسيس LC

#### ترتيب: خيلانيات (الخراف والأبقار)

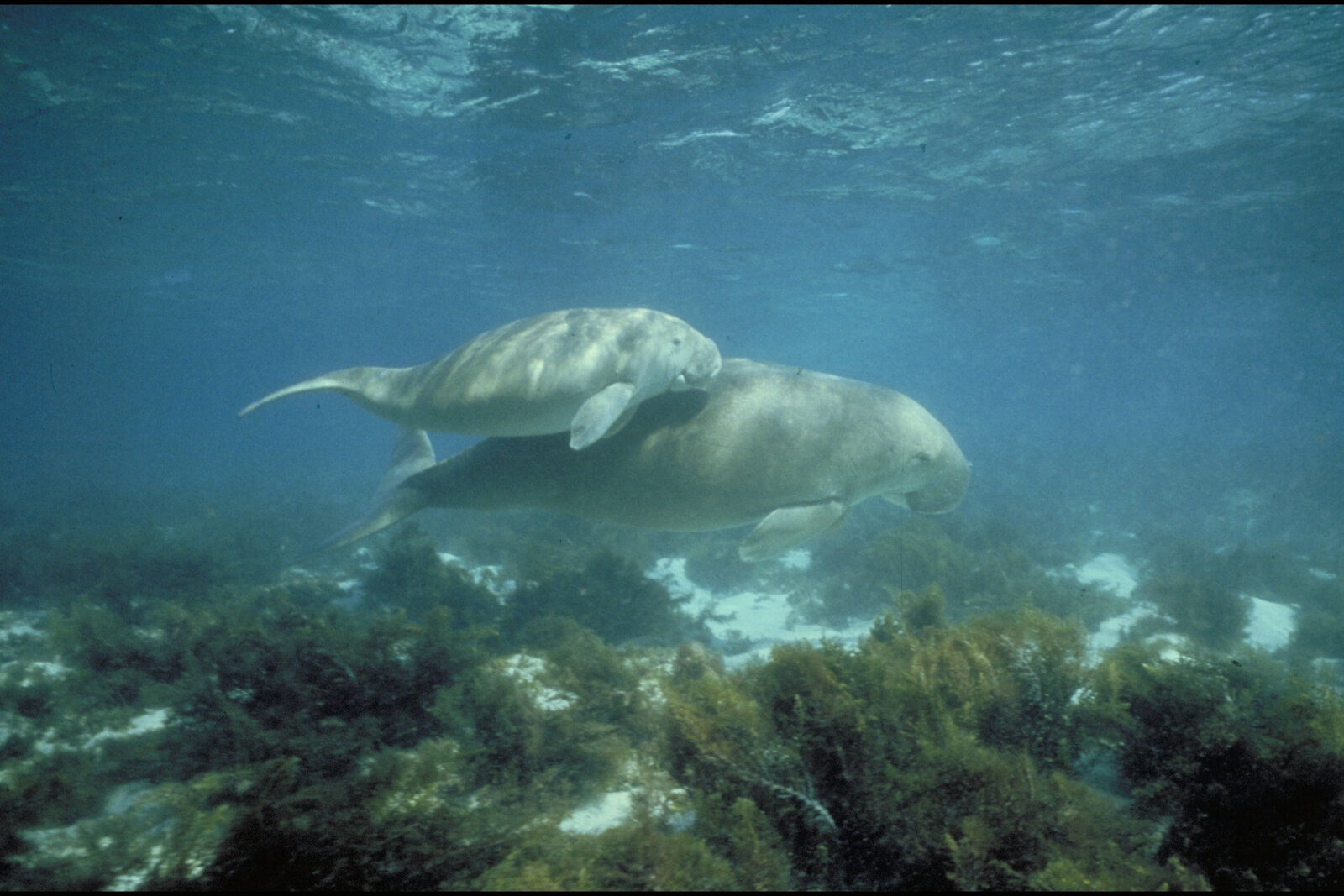
أبقار البحر

الخيلانيات هو ترتيب الثدييات المائية العاشبة بالكامل التي تعيش في الأنهار ومصبات الأنهار والمياه البحرية الساحلية والمستنقعات والأراضي الرطبة البحرية. جميع الأنواع الأربعة مهددة بالانقراض.
- الأسرة: أطومات
  - جنس: الأطوم
    - الأطوم، البحر الأطوم VU

#### الرتبة: رئيسيات
يحتوي الرتبة الرئيسيات على البشر وأقرب أقاربهم: الليمور، لوريسيات الشكل، أبخصيات، القرود والقردة.
- رتبة فرعية: منثنيات الأنف، Strepsirrhini
  - دون رتبة: ليموريات الشكل، Lemuriformes
    - الفصيلة: لوريسيات الشكل، Lorisiformes
      - الأسرة: دعفوص
        - جنس: دعفوص، Galago
          - دعفوص السنغال Galago senegalensis LR/lc
- رتبة فرعية: نسناسيات بسيطة الأنف
  - Infraorder: سعالي
    - Parvorder: نازلات الأنف، Catarrhini
      - الفصيلة: سعدان العالم القديم، Cercopithecoidea
        - الأسرة: سعدان العالم القديم، Cercopithecidae
          - جنس: سعدان باتاسي، Erythrocebus
            - سعدان الباتاس، Erythrocebus LR/lc

          - جنس: العبلنج، Chlorocebus
            - عبلنج، Chlorocebus aethiops LR/lc
            - سعدان تنتالوس، Chlorocebus tantalus LR/lc

          - جنس: الرباح، Papio
            - الرباح الزيتوني، Papio anubis LR/lc
            - الرباح المقدس، Papio hamadryas LR/nt

#### الرتبة:قوارض
تشكل القوارض أكبر ترتيب للثدييات، مع أكثر من 40 ٪ من أنواع الثدييات. لديهم قواطع في الفك العلوي والسفلي تنمو بشكل مستمر ويجب أن تكون قصيرة من خلال النخر. معظم القوارض صغيرة الحجم على الرغم من أن خنزير الماء يمكن أن يصل وزنها إلى 45 كجم (99 رطل).

#### الرتبة: ارنبيات الشكل
تتكون الأرنبيات من عائلتين، أرانب (قواع والأرانب)، و Ochotonidae (بيكا). على الرغم من أنها يمكن أن تشبه القوارض، وتم تصنيفها كأسرة فائقة في هذا الترتيب حتى أوائل القرن العشرين، فقد تم اعتبارها منذ ذلك الحين نظامًا منفصلاً. وهي تختلف عن القوارض في عدد من الخصائص الفيزيائية، مثل وجود أربعة قواطع في الفك العلوي بدلاً من اثنتين.
- الأسرة: Leporidae (الأرانب والأرانب البرية)
  - جنس: الأرنب
    - كيب الأرانب، الأرنب capensis LR/lc
    - السافانا الأفريقية الأرانب، الأرنب microtis LR/lc

#### الرتبة: قنفزيات (القنافذوقنافذ مشعرة)
يحتوي الرتبة قنفزيات على عائلة واحدة، قنقذيات، والتي تضم القنافذ وقنافذ مشعرة. ويمكن التعرف على القنافذ بسهولة من خلال أشواكها بينما تبدو قنافذ مشعرة أشبه بالفئران الكبيرة.
- العائلة: Erinaceidae (القنافذ)
  - الفصيلة الفرعية: Erinaceinae
    - الجنس: Atelerix
      - القنفذ ذو أربعة أصابع، Atelerix albiventris LR / lc

    - الجنس: Hemiechinus
      - القنفذ الصحراوي، Hemiechinus aethiopicus LR / lc

#### الرتبة:زبابيات الشكل(الزبابة،)
«أشكال الزبابة» هي من الثدييات الحشرية. تشبه الزبابة و solenodons الفئران بشكل وثيق بينما الشامات هي جحور جسدية شديدة.
- العائلة: زبابات (الزبابة)
  - الفصيلة الفرعية: Crocidurinae
    - الجنس: كروسيدورا
      - الزبابة سافانا، Crocidura fulvastra LC
      - زبابة المسك ذات اللونين ، Crocidura fuscomurina LC
      - الزبابة الأفريقية العملاقة، Crocidura olivieri LC
      - الزبابة ذات القدم الصغيرة، Crvidura parvipes LC
      - الزبدة الساحلية الصغيرة، Crocidura pasha LC
      - الزبابة الصومالية Crocidura somalica LC
      - زبابة مسار السافانا، Crocidura viaria LC
      - الزبابة فوي، Crocidura voi LC
      - الزبدة Yankari ، Crocidura yankariensis LC

#### الرتبة:خفافشيات(الخفافيش)
الميزة الأكثر تميزًا للخفافيش هي أن ظهورها الأمامي هو أجنحة، مما يجعلها الثدييات الوحيدة القادرة على الطيران. تمثل أنواع الخفافيش حوالي 20 ٪ من جميع الثدييات.
الرتبة: آكل النمل الحرشفي (البنغول)
يتألف ترتيب آكل النمل الحرشفي من ثمانية أنواع من البنغولين. Pangolins هي قرون قرود ولها مخالب قوية، خطم ممدود ولسان طويل يظهر في الأنواع الأخرى من الآكل النمل.
- العائلة: آكل النمل الحرشفي
  - الجنس: مانيس
    - البنغول المطحون، Manis temminckii LR / nt

#### الرتبة: الحيتانيات (حيتان)

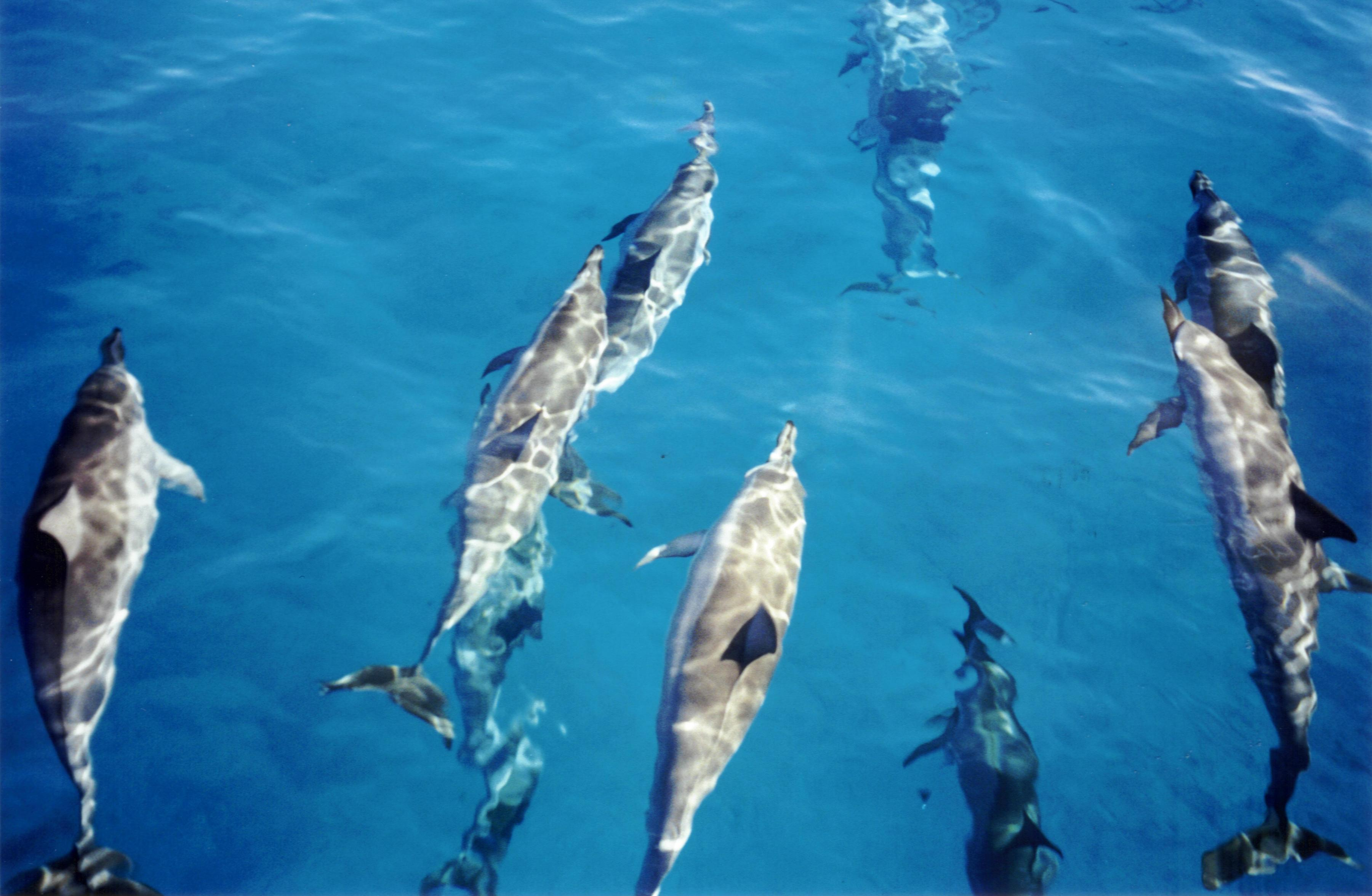
الدلافين الدوار

يشمل الترتيب الحيتانيات: الحيتان والدلافين وخنازير البحر. وهي الثدييات الأكثر تكيفًا تمامًا مع الحياة المائية مع جسم لا شكل له على شكل عمود دوران تقريبًا، ومحمي بطبقة سميكة من النحل، والجبهة والذيل المعدلة لتوفير الدفع تحت الماء.
- الرتبة الفرعية: حيتان مسننة
  - الفصيلة: دلافين نهرية
    - الأسرة: دلفين محيطي (البحرية والدلافين)
      - جنس: دلفين
        - طويل ذو الدلفين الشائع، دلفين capensis DD

      - جنس: Globicephala
        - قصير الزعانف التجريبية الحوت، Globicephala macrorhyncus DD

      - جنس: غرامبوس
        - ريسو دولفين، غرامبوس griseus DD

      - جنس: Orcinus
        - الحوت القاتل، Orcinus orca DD

      - جنس: سوزا
        - الهندي الحدباء دولفين، سوزا plumbea DD

      - جنس: Stenella
        - Pantropical spotted dolphin, Stenella attenuata DD
        - مخطط دلفين، Stenella coeruleoalba DD
        - غزل دولفين، Stenella longirostris DD

      - جنس: ستينو
        - الخام-أسنان دولفين، ستينو bredanensis DD

      - جنس: Tursiops
        - المشتركة للدلافين، Tursiops truncatus
        - المحيطين الهندي والهادئ للدلافين، Tursiops aduncus

  - الفصيلة Ziphioidea
    - الأسرة: Ziphidae (الحيتان ذوات المنقار)
      - جنس: Indopacetus
        - الاستوائية الحوت المنقار، Indopacetus pacificus DD

      - جنس: Mesoplodon
        - الجنكة-أسنان الحوت ذو المنقار، Mesoplodon ginkgodens DD
        - Blainville ذو المنقار الحوت، Mesoplodon densirostris DD

#### الرتبة:لواحم(آكلات اللحوم)

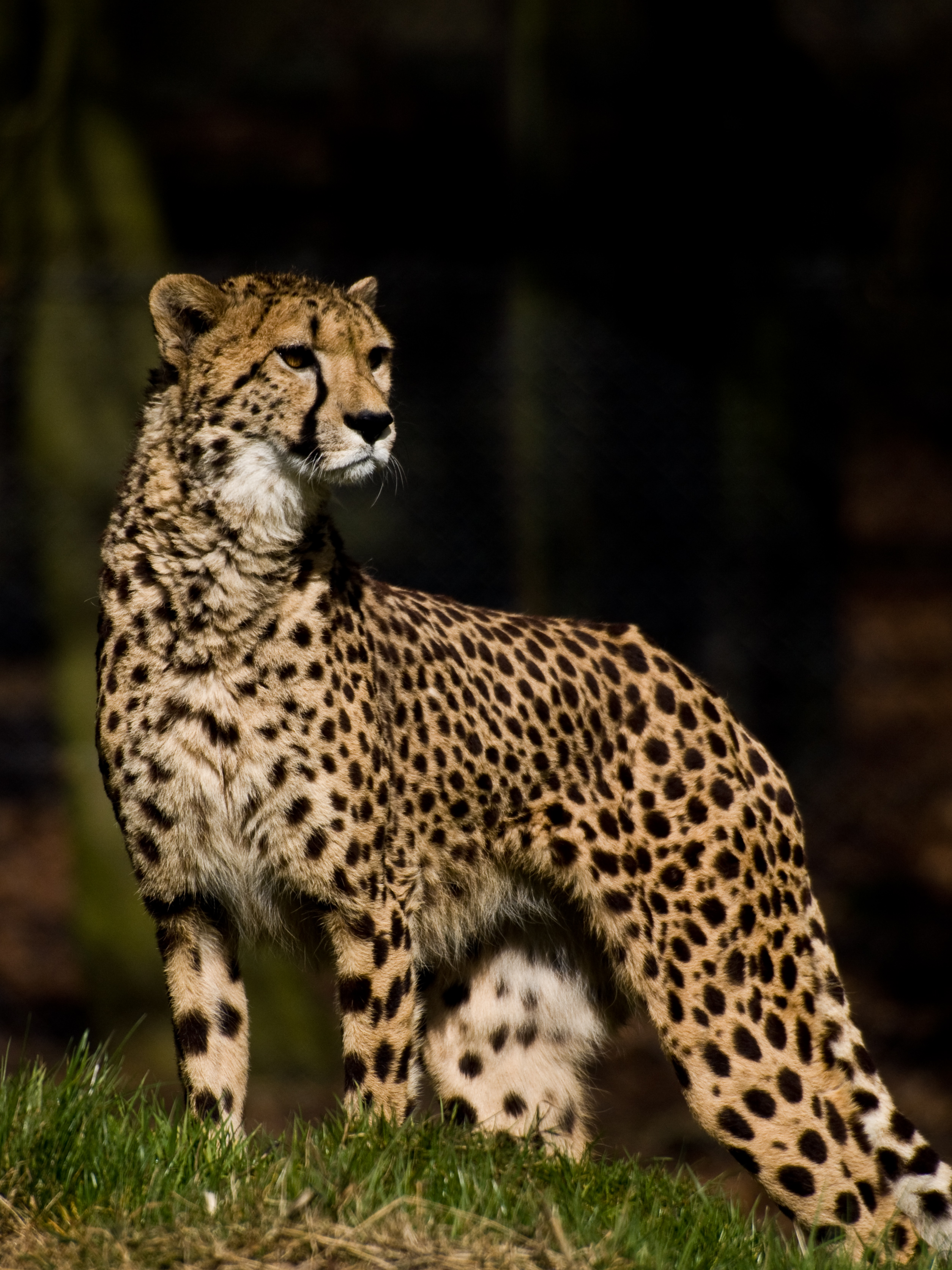
الفهد

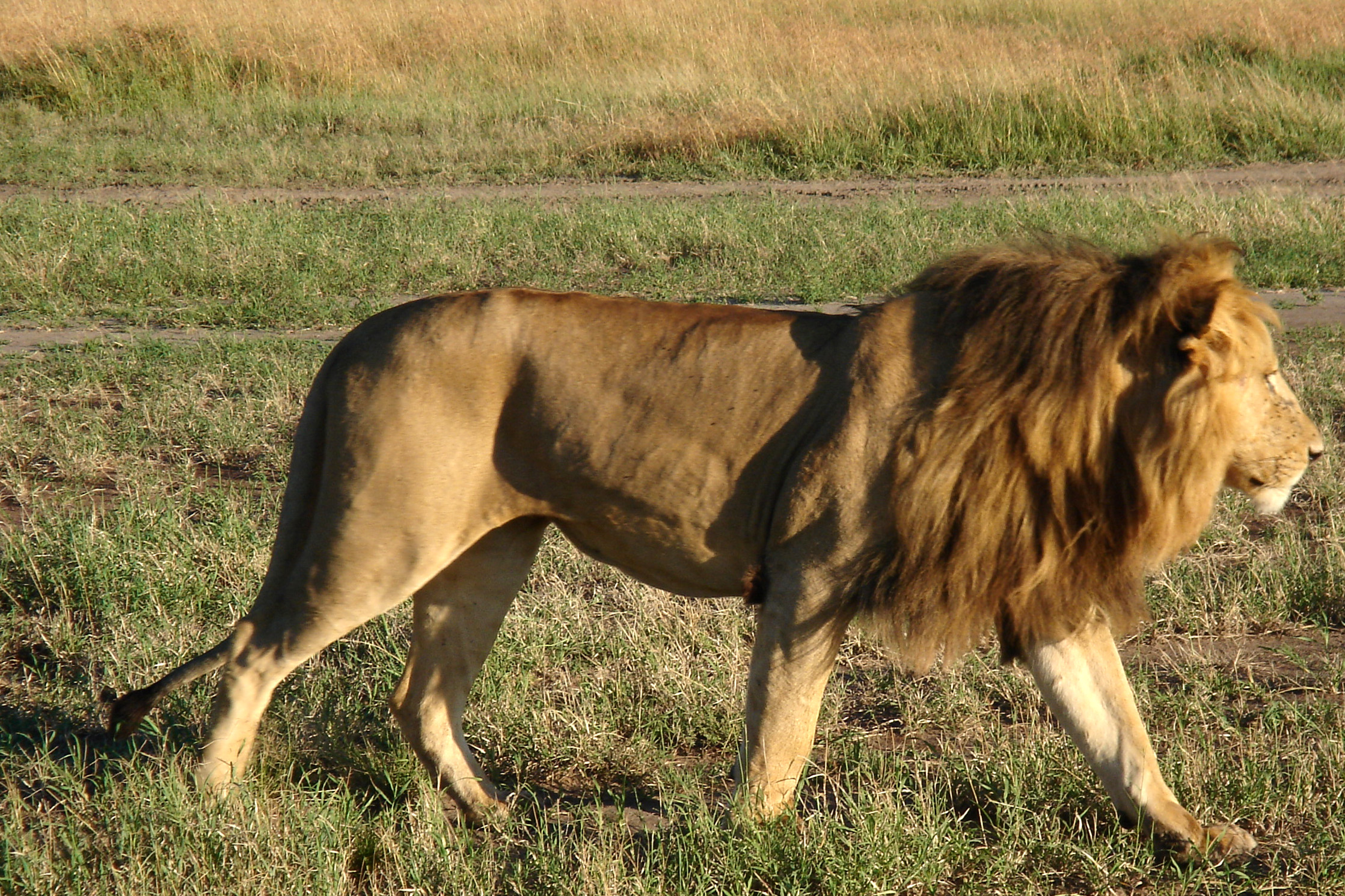
أسد

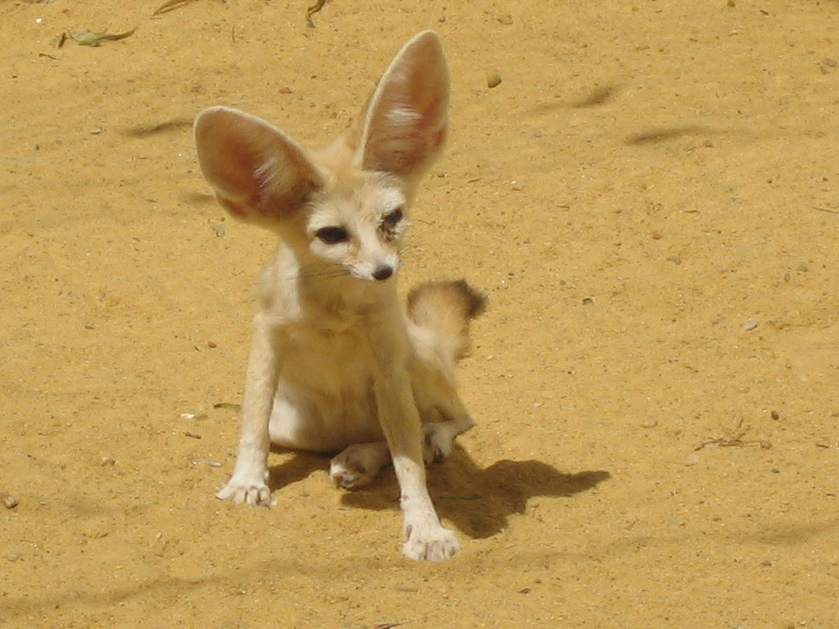
فنك

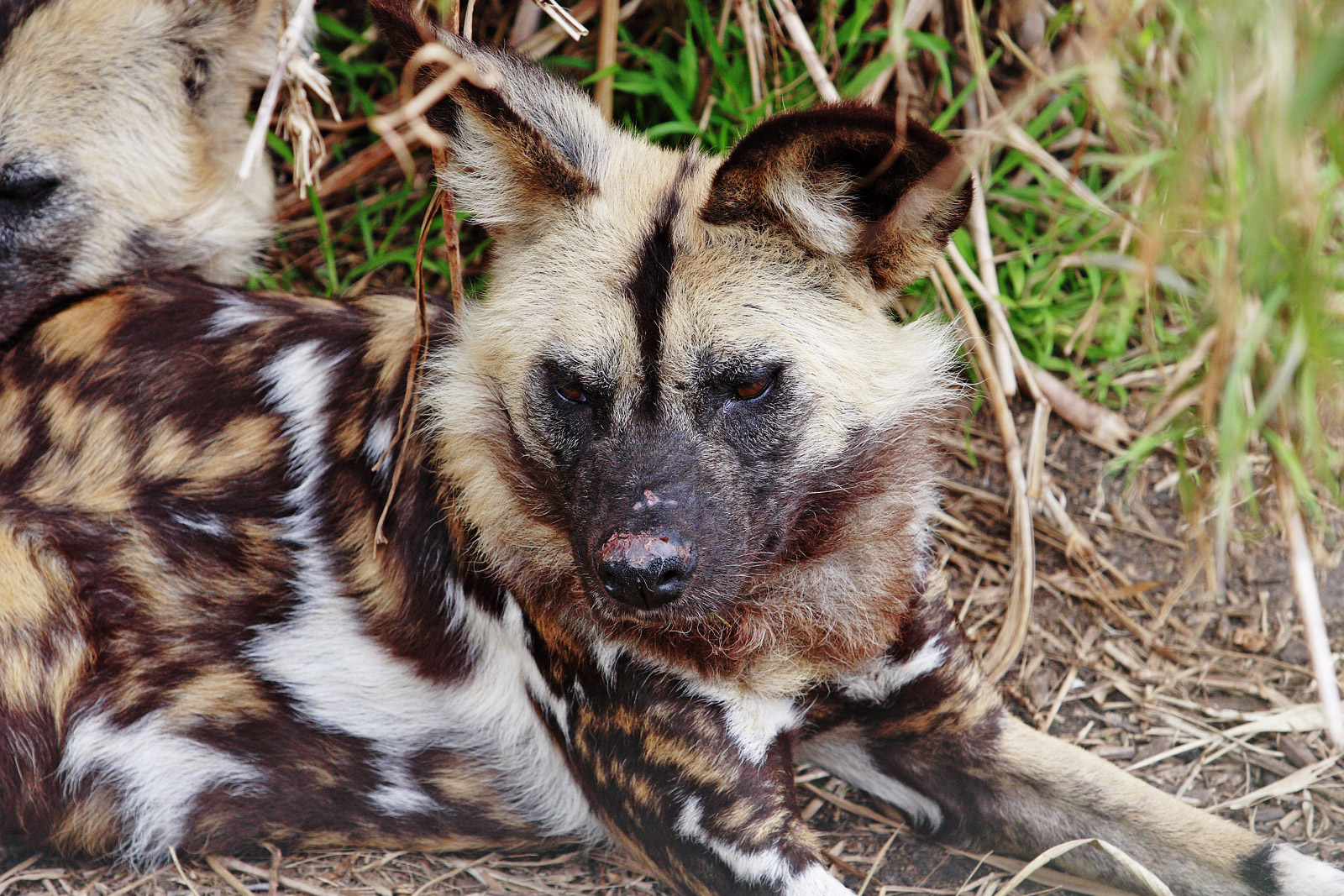
الكلاب البرية الأفريقية

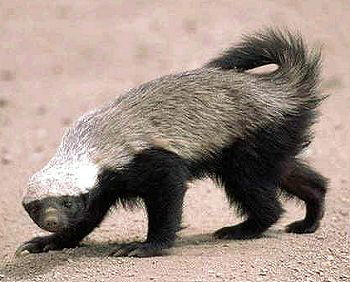
الراتل حيوان

هناك أكثر من 260 نوعًا من آكلات اللحوم، يتغذى معظمها بشكل أساسي على اللحوم. لديهم شكل جمجمة مميزة وأسنان.
- الرتبة الفرعية: سنوريات الشكل
  - الأسرة: سنوريات(القطط)
    - فصيلة: قطية
      - جنس: ثابتة المخالب
        - الفهد، ثابتة المخالب jubatus VU

      - جنس: عناق الارض
        - عناق الارض، عناق الارض LC

      - جنس: قط (جنس)
        - القط الوحشي الأفريقي، الهرية lybica LC

      - جنس: بج
        - اشابيل، Leptailurus اشابيل LC

    - فصيلة: نمرية
      - جنس: النمر
        - الأسد، النمر ليو فو
        - الفهد، النمر pardus VU

  - الأسرة: زباديات
    - فصيلة: Viverrinae
      - جنس: Civettictis
        - الأفريقية الزباد، Civettictis سيفيتا LC

      - جنس: زريقاء

  - الأسرة: زباد النخيل الأفريقي
  - الأسرة: سموريات(النمس)
    - جنس: نمس الهور
      - مارش النمس، Atilax paludinosus LC

    - جنس: نمس نحيل
      - مرهف النمس، Galerella sanguinea LC

    - جنس: فثاجة
      - قزم المشتركة النمس، Helogale parvula LC

    - جنس: نمس
      - النمس المصري، Herpestes ichneumon LC

    - جنس: نمس ذو الذيل الأبيض
      - أبيض الذيل النمس، Ichneumia albicauda LC

    - جنس: نمس منطق
      - نمس منطق، Mungos مونجو LC

  - الأسرة: ضبع(الضباع)
    - جنس: ضبع رقطاء
      - ضبع رقطاء، Crocuta crocuta LC

    - جنس: الضبع المخطط
      - الضبع المخطط، Hyaena hyaena NT

    - جنس: ذئب الأرض
      - ذئب الأرض، Proteles cristatus LC
- الرتبة: كلبيات الشكل
  - الأسرة: كلبيات (الكلاب، الثعالب)
    - جنس: ثعلبيات
      - ثعلب شاحب، Vulpes الشاحبة LC
      - ثعلب رويل، Vulpes rueppelli LC
      - فنك، Vulpes zerda LC

    - جنس: الكلبية
      - -مخطط الجانب آوى، الكلبية adustus LC
      - الذهبية الأفريقية الذئب، الكلب anthus NE
      - آوى الأسود المدعومة، الكلبية mesomelas LC

    - جنس:سمع(جنس)
      - الكلاب البرية الأفريقية، lycaon المنقط AR

  - الأسرة: ابن عرس (فصيلة)(الفطر)
    - جنس: دلق اصقر الصدر
      - الصحراء مخطط الظربان، Ictonyx libyca LC
      - مخطط الظربان، Ictonyx striatus LC

    - جنس: غرير العسل
      - Ratel, Mellivora capensis LC

    - جنس: قضاعية
      - رصدت العنق قضاعة، Hydrictis maculicollis NT

    - جنس: قضاعة أفريقية عديمة المخالب
      - قضاعة أفريقية عديمة المخالب Aonyx capensis NT

#### الرتبة:مفردات الأصابع(ذوات الحوافر الفردية)
الحافريات ذات الأصابع الفردية هي التصفح والرعي للثدييات. عادة ما تكون كبيرة إلى كبيرة جدًا، ولديها معدة بسيطة نسبيًا وإصبعًا متوسطًا كبيرًا.
- عائلة خيليات (الخيول.... إلخ)
  - جنس:خيل(جنس)
    - النوبي البرية الحمار، Equus africanus أفريكانوس CR

#### الرتبة:مزدوجات الأصابع(حتى الأصابع ذوات الحوافر)

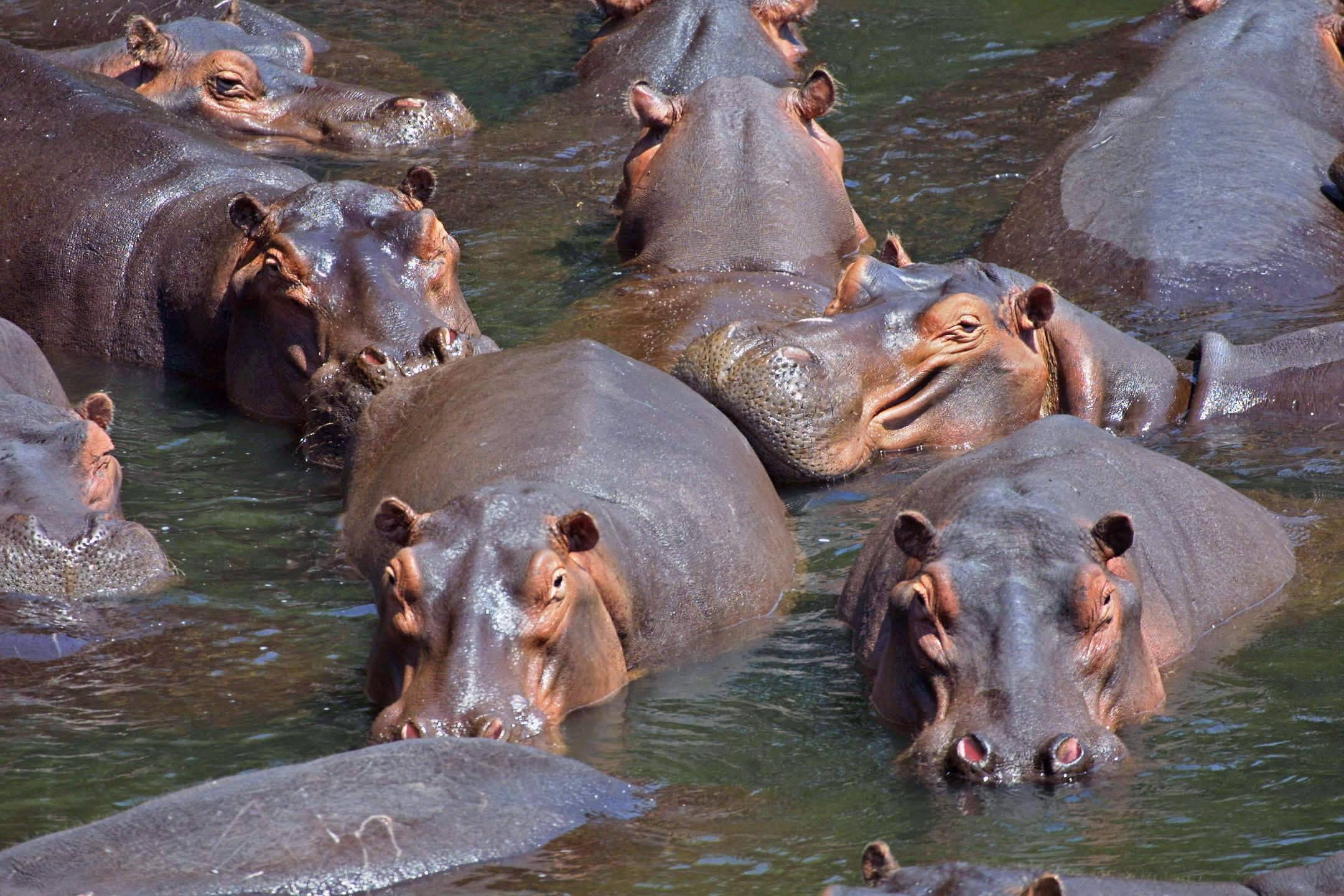
فرس نهر

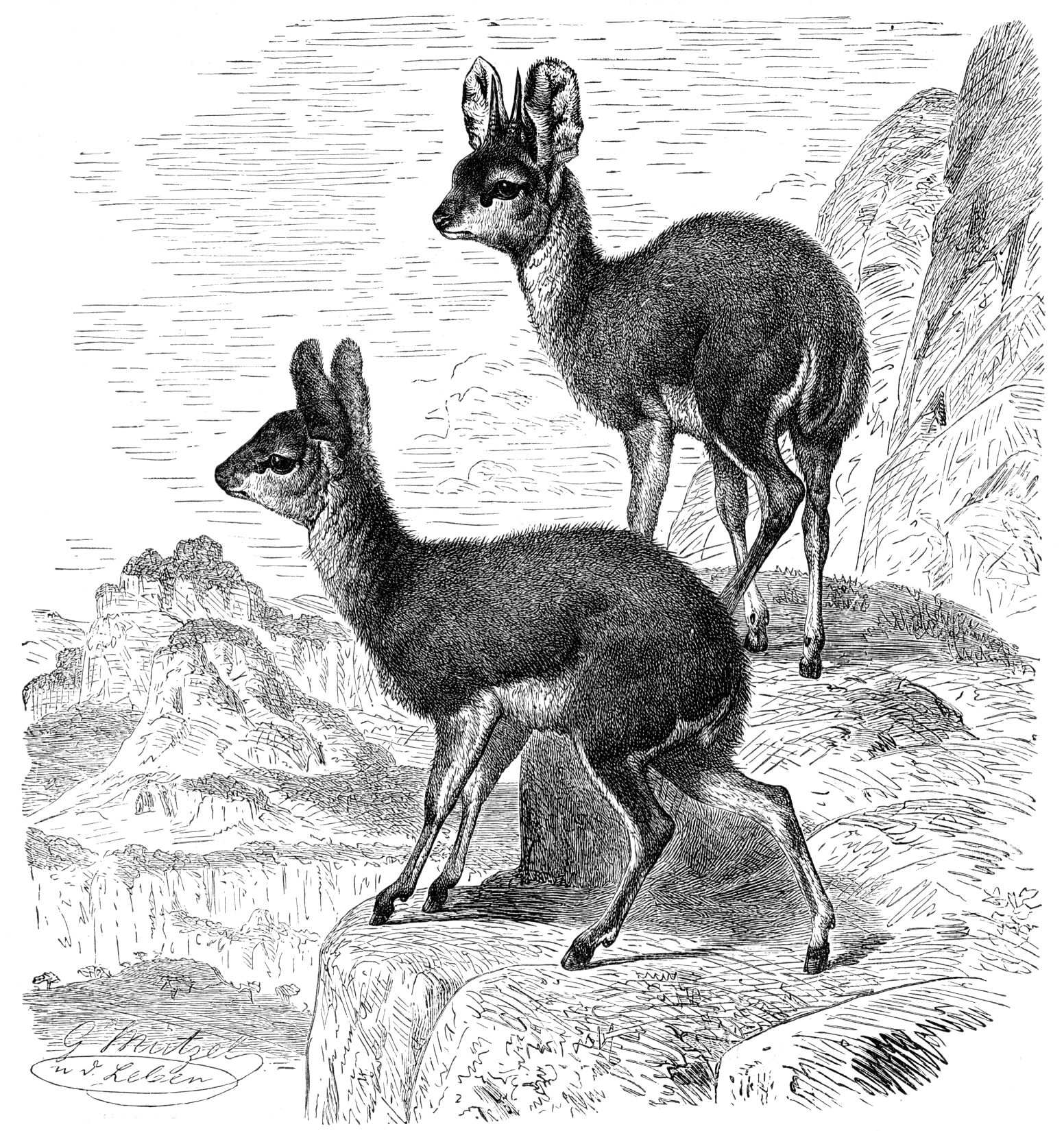
الكنغر(وثاب الصخور)

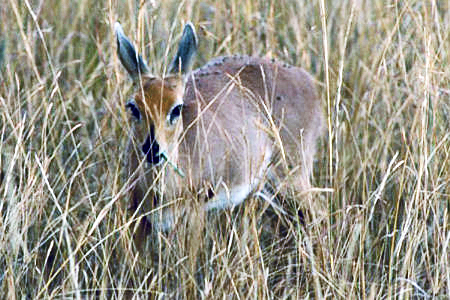
أوريبي

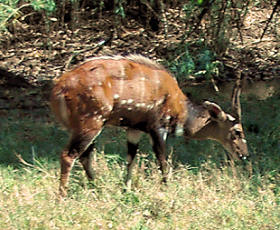

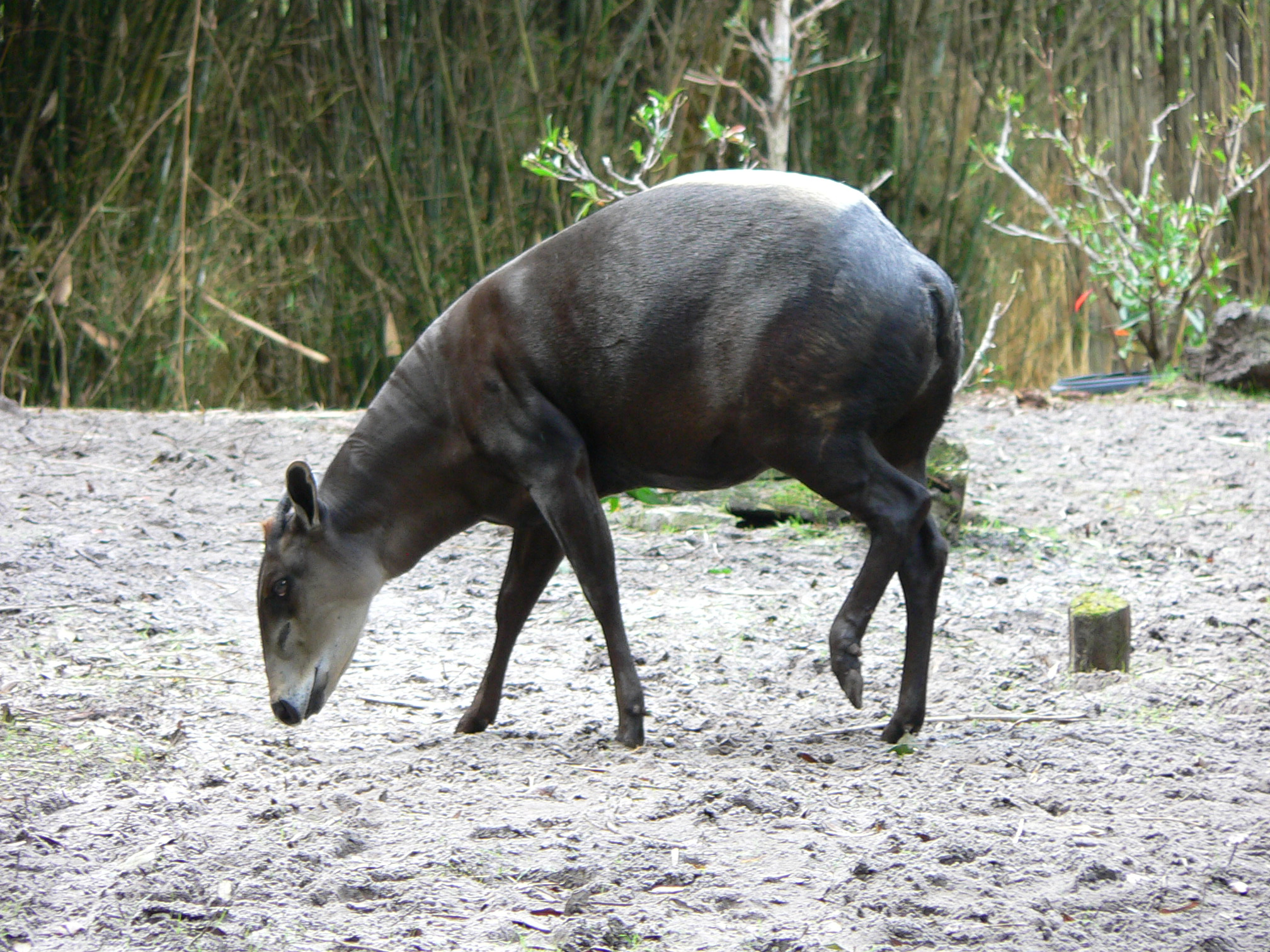
الثنائي المدعوم باللون الأصفر

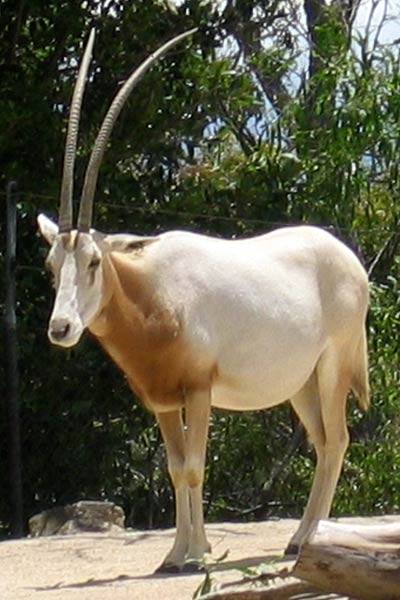
حراب

الحافريات ذات الأصابع المتساوية هي الحوافر التي يتحمل وزنها حوالي الأصابع الثالثة والرابعة بالتساوي، بدلاً من معظمها أو كليًا بواسطة الثالث كما في مفردات الاظافر . هناك حوالي 220 نوعًا من مادة أرتيوداكتيل، بما في ذلك العديد من الأنواع ذات الأهمية الاقتصادية الكبيرة للبشر.
- الأسرة: خنزيريات(الخنازير)
  - فصيلة: خنازير تؤلولية
    - فصيلة: خنازير تؤلولية
      - المشتركة الخنزير، Phacochoerus أفريكانوس LR/lc

    - جنس: خنزير النهر
      - خنزير الآجام، Potamochoerus larvatus LR/lc
- الأسرة: برنيقيات (وأفراس النهر)
  - جنس: فرس النهر
    - فرس النهر، فرس النهر amphibius VU
- الأسرة: زرافيات (الزرافة الأكاب)
  - جنس: زرافة
    - النوبي الزرافة، Giraffa والزرافة والزرافة AR
- الأسرة: بقريات (الماشية، الظباء والغنم والماعز)
  - فصيلة: ثيتلاوات
    - جنس: Alcelaphus
      - Hartebeest, Alcelaphus buselaphus LR/cd

    - جنس: ساسابي
      - توبي، Damaliscus lunatus LR/cd

  - فصيلة: ظباتيات
    - جنس: غزال
      - Dorcas gazelle, Gazella dorcas VU
      - ريم غزال، Gazella leptoceros AR
      - الأحمر واجهته غزال، Gazella rufifrons VU
      - Soemmerring هو غزال، Gazella soemmerringii VU
      - غزال طومسون، Gazella thomsonii LR/cd

    - جنس: دقدق
      - الملح الديك الديك، Madoqua saltiana LR/lc

    - جنس: وثاب الصخور
      - Klipspringer, Oreotragus oreotragus LR/cd

    - جنس: أوريبي
      - أوريبي، Ourebia ourebi LR/cd

  - فصيلة: أبقار
    - جنس: جاموس أفريقي
      - الجاموس الأفريقي، Syncerus caffer LR/cd

    - جنس: جهبل
      - عملاق إيلاند، Tragelaphus derbianus LR/nt
      - Bushbuck, Tragelaphus scriptus LR/lc
      - Sitatunga, Tragelaphus spekii LR/nt
      - أكبر كودو، Tragelaphus strepsiceros LR/cd

  - فصيلة: وعليات
    - جنس: Ammotragus
      - البربري الأغنام، Ammotragus lervia VU

    - جنس: كابرا
      - والوعل النوبي، كابرا nubiana AR

  - فصيلة: ديكر
    - جنس: Cephalophus
      - الأزرق الدكدك، Cephalophus monticola LR/lc
      - الأحمر يحيط الدكدك، Cephalophus rufilatus LR/cd
      - الصفراء المدعومة من الدكدك، Cephalophus silvicultor LR/nt

    - جنس: ديكر شائع
      - المشتركة الدكدك، Sylvicapra grimmia LR/lc

  - فصيلة: ظباء شبية الخيل
    - جنس: أداكس ،
      - أداكس، أداكس nasomaculatus CR

    - جنس: المها
      - حراب، Oryx dammah EW

  - فصيلة: Reduncinae
    - جنس: ظبي الماء
      - ظبي الماء، كوبوس ellipsiprymnus LR/cd
      - كوب، كوبوس kob LR/cd
      - النيل lechwe, كوبوس megaceros LR/nt

    - جنس: لا
      - ريدبك بوهور، لا لا LR/cd

## انظر ايضاً
- قوائم الثدييات حسب المنطقة
- قائمة الثدييات ما قبل التاريخ
- الثدييات تصنيف
- قائمة الثدييات هو موضح في 2000s